# Julianatop (Suriname)
De Julianatop is de hoogste bergtop in Suriname. Hij is 1280 meter hoog en is gelegen in het Wilhelminagebergte in het Noordelijk kustgebied van het district Sipaliwini, waar ook de andere hoge bergen van Suriname zijn gelegen. 
De Julianatop ligt in het Centraal Suriname Natuurreservaat. In 2006 werd de top voor het eerst bereikt door een officiële expeditie.
De berg is vernoemd naar de Nederlandse koningin Juliana. In 2015 is door Nationale Reparatie Commissie Suriname voorgesteld om de naam te vervangen door een Surinaamse variant, omdat de naam te veel herinnert aan de voormalige kolonisator Nederland.
Na de overdracht van Nederlands-Nieuw-Guinea, en daarmee ook de Carstensztop, aan de VN in 1962, en tot de Surinaamse onafhankelijkheid in 1975, droeg de Julianatop de titel van 'hoogste punt van het Koninkrijk der Nederlanden'. Sindsdien draagt Mount Scenery op het eiland Saba deze titel.